# Aechmea amicorum
Aechmea amicorum är en gräsväxtart som beskrevs av Bruno Rezende Silva och Harry Edward Luther. Aechmea amicorum ingår i släktet Aechmea och familjen Bromeliaceae. Inga underarter finns listade i Catalogue of Life.